# 中国煤矿体育协会
中国煤矿体育协会（英語：China Coal Mine Sports Association，缩写：CCMSA），又称煤矿体协，是中国煤矿行业的体育协会，由中国煤炭工业协会代管。协会办公地址即国家安全生产监督管理总局办公地址——北京市东城区和平里北街21号。
成立于1955年4月4日。1955年组建煤矿女子篮球队和男子排球队。1960年，协会举办全国煤炭行业职工球类运动大会。1962年，协会停止活动。1984年12月，煤炭工业部批准恢复协会。12月25日，在北京恢复成立。1993年在民政部登记。1988年、1998年分别举办第二、三届全国煤矿职工运动会。
2007年报道称，有150多个会员单位，163名理事、45名常务理事、1名主席、7名在职和兼职副主席。平煤集团、开滦集团分别筹资组成围棋、象棋专业队。2018年时，为中国企业体育协会副主席单位。